# Timidité
Pour l’article homonyme, voir Timidité (botanique).
 (juin 2010).
Si vous disposez d'ouvrages ou d'articles de référence ou si vous connaissez des sites web de qualité traitant du thème abordé ici, merci de compléter l'article en donnant les références utiles à sa vérifiabilité et en les liant à la section « Notes et références ».
Chez l'humain, la timidité désigne une forte réserve, un repli sur soi voire un sentiment d'insécurité que certaines personnes expérimentent lorsqu'elles se trouvent au contact de leurs semblables ou qu'elles parlent à d'autres personnes. Lorsque la timidité devient une angoisse quotidienne au point de modifier la personnalité de la personne, elle devient ce qu'on appelle une timidité maladive. 

## Causes
Il existe différentes causes pouvant être à l'origine de la timidité. Des données génétiques suggèrent que la timidité a, au moins partiellement, des origines génétiques. Additionnellement, l'environnement dans lequel une personne est élevée peut également être responsable, en particulier une maltraitance pendant l'enfance, et particulièrement une maltraitance émotionnelle telle que des humiliations. La timidité peut apparaître après des épisodes d'anxiété. Elle peut être également à l'origine des symptômes d'anxiété. La timidité diffère de l'anxiété sociale, qui est un état psychologique plus large, souvent lié à la dépression, comprenant l'expérience de la peur, de l'appréhension ou de l'inquiétude d'être évalué par les autres dans des situations sociales, au point de provoquer la panique. 
La timidité peut être le symptôme d'une intoxication chronique au mercure,.
La timidité pourrait être liée au développement prénatal. Des corrélations entre le poids de naissance et la timidité ont été étudiées. Les résultats suggèrent que les personnes nées avec un faible poids de naissance sont plus susceptibles d'être timides, d'éviter les risques et d'être prudentes que celles nées avec un poids de naissance normal. Ces résultats n'impliquent toutefois pas une relation de cause à effet. La prévalence de la timidité chez certains enfants peut être liée à la durée du jour pendant la grossesse, en particulier au milieu du développement prénatal. Des estimations indiquent qu'environ un cas sur cinq de timidité extrême chez l'enfant peut être associé à une gestation pendant les mois où la durée du jour est limitée.

## Manifestations générales
La timidité se manifeste le plus souvent dans une situation non familière. Comme de nombreuses personnes timides évitent ces situations pour ne pas se sentir mal à l'aise, la situation reste étrangère, et donc la timidité se perpétue. Cependant, l'élément déclencheur est variable. Quelquefois, la timidité semble tirer son origine d'une réaction anxieuse physique. Chez d'autres personnes, la timidité se développerait d'abord, causant plus tard des symptômes physiques d'anxiété et de mal-être.

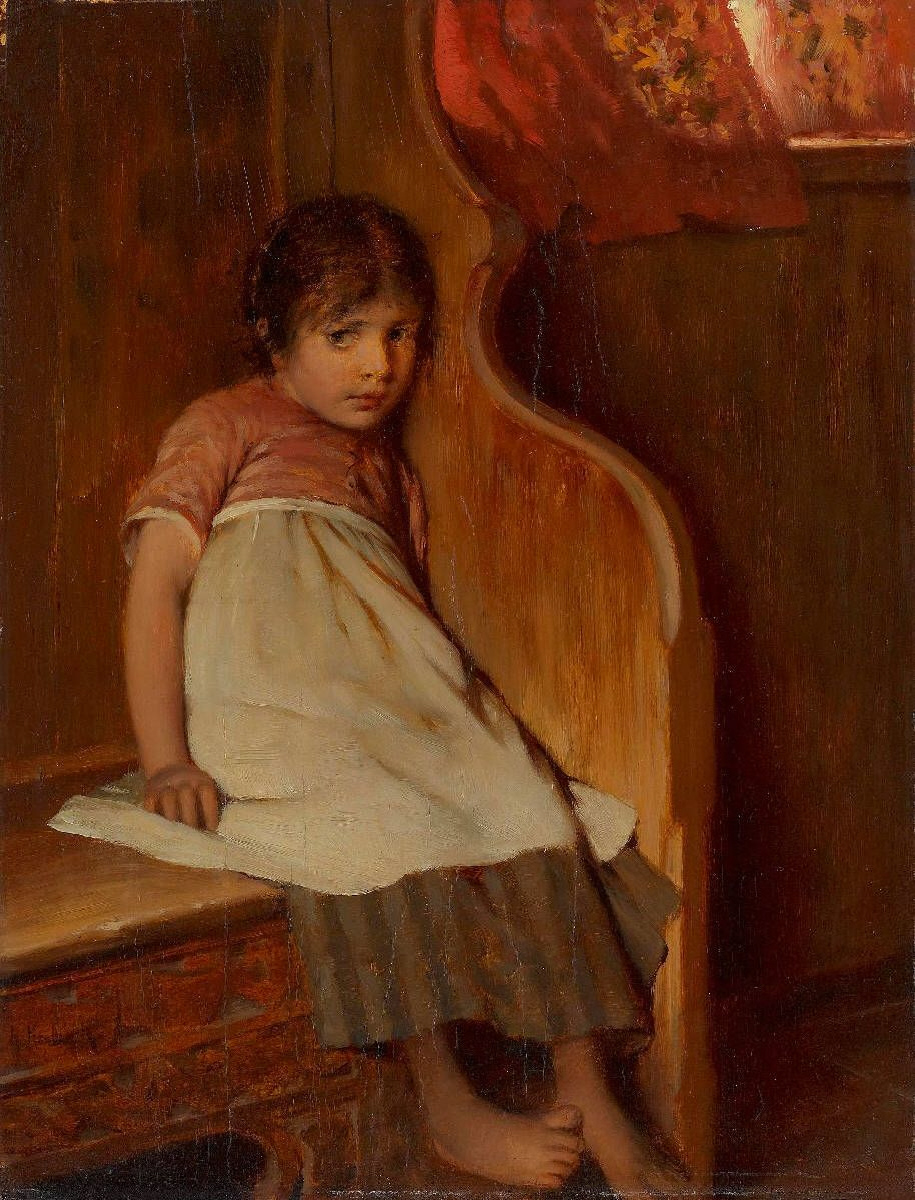
Die Schüchterne, par Hermann von Kaulbach.

Cependant, il a également été prouvé qu'un caractère plus ou moins introverti provient aussi du milieu dans lequel l'enfant a été élevé, et pas seulement de ses gènes[Par qui ?]. Un enfant timide face aux personnes inconnues, par exemple, peut finalement perdre ce trait par la suite.
Les timides ne ressentent pas forcément le même degré de timidité envers toutes les personnes. Par exemple, on peut être un boute-en-train avec ses amis. Un acteur peut faire montre de présence et d'audace sur scène et se révéler timide lors d'une interview.
Les personnes timides tendent à percevoir leur propre timidité comme un défaut, et nombre d'entre elles sont mal à l'aise du fait de leur timidité, d'autant plus dans des cultures accordant une place importante à l'individualisme et à la prise de responsabilités. Mais d'autre part, beaucoup de personnes timides sont perçues comme des oreilles attentives et réfléchissent davantage avant de parler. De plus, la hardiesse, opposée de la timidité, a aussi ses propres problèmes, comme l'impertinence et des comportements inappropriés. Cela s'applique également à l'audace feinte, comme compensation de la timidité.
La timidité provoque une souffrance psychologique. En effet, la personne peut parfaitement mesurer son handicap mais ne trouve pas de solutions pour le résoudre. De plus, elle analyse son comportement et mesure avec précision les difficultés sociales que cela déclenche.
C'est une caractéristique humaine difficile à résoudre et qui a un rôle plus dévastateur que constructif.
Il existe cependant des personnes qui peuvent aider les timides comme des coachs ou des groupes de timides. Se faire aider permet de lutter contre la timidité plus facilement. Ce sont souvent d'anciens timides qui mettent en place ces aides comme coach-timidité ou Paris timidité Meetup.

## Littérature et historique de la notion
Contrairement à ce que plusieurs peuvent penser, la timidité est un concept déjà connu et utilisé au Moyen Âge. Pour un savant comme Gentile da Foligno (XIIe – XIIIe siècles), la timidité d'une personne peut être expliqué par un excès de froid dans l'organisme.
La timidité est perçue comme une pathologie à guérir depuis au moins la fin du XIXe siècle. La Timidité, étude psychologique et morale , écrit par Ludovic Dugas en 1898, donne une idée de l'ancienneté du concept.
Fin 2007, une recherche dans le catalogue en ligne de la bibliothèque nationale de France (lien) des références, utilisant le mot « timidité » dans leur titre, faisait apparaître une centaine d'ouvrages, le plus grand nombre étant des guides écrits à l'intention des timides. Cinq ans plus tard, en juillet 2012, la même recherche retourne 376 résultats (dont 335 imprimés).

## Différentes formes de timidité
Comme décrit ci-dessus, les manifestations de la timidité et son intensité somatique sont fonction de la personnalité et du milieu social de la personne. Mais pour différentes personnes, cela dépend de leur vécu et, éventuellement, du trouble ou du passé social qui est la cause de la timidité.
Ainsi, certains timides paraîtront rigides, froids et apathiques face à leur peur ; d’autres auront une réaction en développant une certaine agressivité ; d’autres encore se caractériseront par un excès d’assurance (pour essayer de masquer leur fragilité et leur timidité).
C'est pourquoi, essayer de classer la timidité par types d'effets ou de manifestations revient à faire une longue liste de troubles psychologiques ou de la personnalité auxquels la psychologie et psychothérapie consacrent des traitements aussi variés que composites. Néanmoins, le sujet de la timidité commence à prendre du terrain social au regard notamment de la mutation socio-culturelle et de l'écart social qu'elle introduit dans nos sociétés modernes (inégalité sociale, complexe personnel, complexe social, problème de confiance en soi…).
Par commodité, on peut classer la timidité en deux grandes catégories : la timidité simple ou ordinaire et la timidité naturelle. Pour certains, la timidité peut être génétique. Schématiquement, cette forme de timidité, jusqu'à un certain niveau, n'est pas socialement handicapante et elle trouve sa cause liée à la personnalité fondamentale de la personne (le milieu social, une certaine forme d'éducation, un complexe corporel qui induit un sentiment d'infériorité, etc.). Au contraire, lorsque cette timidité se mue en une forme d'angoisse et une forte hyperactivité (très souvent accompagnée d'un certain trouble de l'humeur), elle commence à toucher les fondamentaux de la sociabilité d'un être humain, c'est-à-dire être à l'aise en compagnie d'autres personnes qui ne représentent normalement aucun danger, savoir parler naturellement, etc. Enfin, c'est lorsque cette forme de repli social menace la santé émotionnelle et psychologique de la personne que la timidité est dite pathologique ou maladive.